# 蒂伊 (上比利牛斯省)
蒂伊（法語：Thuy，法語發音：[tɥi]）是法国上比利牛斯省的一个市镇，属于塔布区。

## 地理
蒂伊（43°15'30"N, 0°14'39"E）面积0.53 平方千米，位于法国奧克西塔尼大區上比利牛斯省，该省份为法国西南部内陆省份，北至热尔省，西接大西洋比利牛斯省，南与西班牙接壤，东临上加龙省。
与蒂伊接壤的市镇（或旧市镇、城区）包括：佩里盖尔、卡巴纳克、古东。

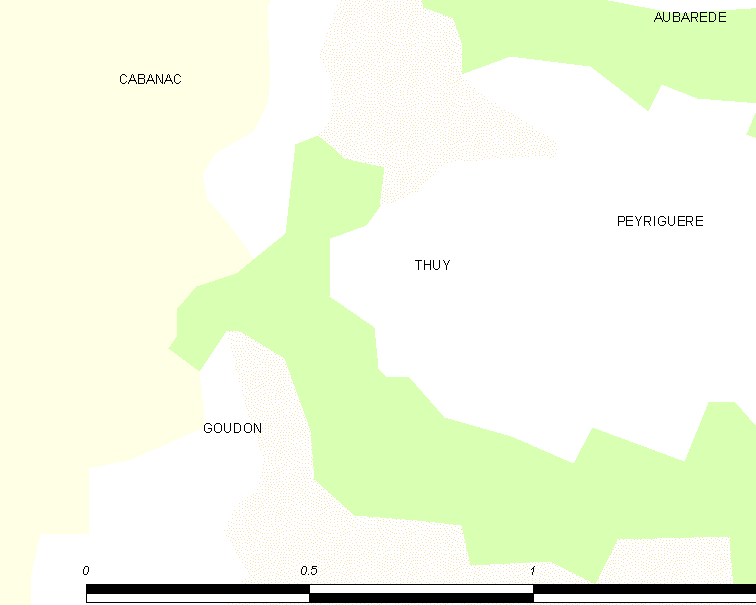
的OSM定位图

蒂伊的时区为UTC+01:00、UTC+02:00（夏令时）。

## 行政
蒂伊的邮政编码为65350，INSEE市镇编码为65443。

## 政治
蒂伊所属的省级选区为山丘县。

## 人口

1962-2008年间人口变化图示

蒂伊于2022年1月1日时的人口数量为18人。